# 夏雅雯
哈莉特·露絲·哈曼（英語：Harriet Ruth Harman，1950年7月30日—），是现任英國下議院坎伯韋爾和佩卡姆議員。她曾任影子内阁和内阁多个要职，自2007年起，她擔任工黨副黨魁與影子內閣副首相，以及影子內閣文化媒體及體育大臣等職務，她于2010年布朗辞职后和2015年文立彬辞职后两次署理工黨领袖和反对党领袖。
她是医生约翰·哈曼和律师安娜·哈曼的女儿，毕业于約克大學。从政之前在布伦特法律中心工作，1982年她通过补选成为国会下院佩卡姆選區的议员。1992年被时任工党领袖约翰·史密斯延揽入影子内阁，先后在史密斯和托尼·布莱尔的影子内阁任影子內閣財政部首席秘書、影子內閣就業大臣、影子內閣衞生大臣等职。
1997年哈曼進入貝理雅的內閣，出任社會保障大臣兼新設立的婦女大臣兩職。1998年她因故离开内阁，2001年回归政府负责法律和宪制事务。2007年首相布莱尔和副首相普雷斯科特双双退任，哈曼成功当选为工黨副领袖，成为工党二号人物。布朗上台后，哈曼任下议院领袖、掌玺大臣，仍兼任婦女與平等大臣。
2010年大选工党落败，她被新任工党领袖爱德·米利班德任命为影子副首相，先后兼任影子內閣國際發展大臣和影子內閣文化媒體及體育大臣。她也在文立彬缺席期間以影子內閣首相出席首相答問環節。2015年大选工党再败，她也在当年9月卸任工党副领袖。
同時她也是目前，也是史上連續任期最長的下議院女議員，並因此被時任首相文翠珊稱為「下議院之母」。
哈曼与前工会领导人杰克·德罗米结婚，后者于2004年成为工党财务长，并于2010年成为伯明翰厄丁顿选区的国会议员，他们育有两儿一女。

## 早年生活和事业
哈曼出生于伦敦哈利街108号。她的母亲安娜·哈曼（娘家姓斯派塞）是一位律师，她的父亲约翰·毕晓普·哈曼是一位哈利街的医生。哈曼的双亲都有非英国国教徒背景——她的爷爷眼外科医生纳撒尼尔·毕晓普·哈曼是著名的一位论者，外祖斯派塞家族是众所周知的公理会信徒。她的姑母是历史学家朗福德伯爵夫人伊丽莎白·帕克纳姆，表亲包括作家安东尼娅·佛雷泽、蕾切尔·玛丽·布林顿，以及历史学家朗福德伯爵托马斯·帕克纳姆。哈曼也是约瑟夫·张伯伦和内维尔·张伯伦的远亲。

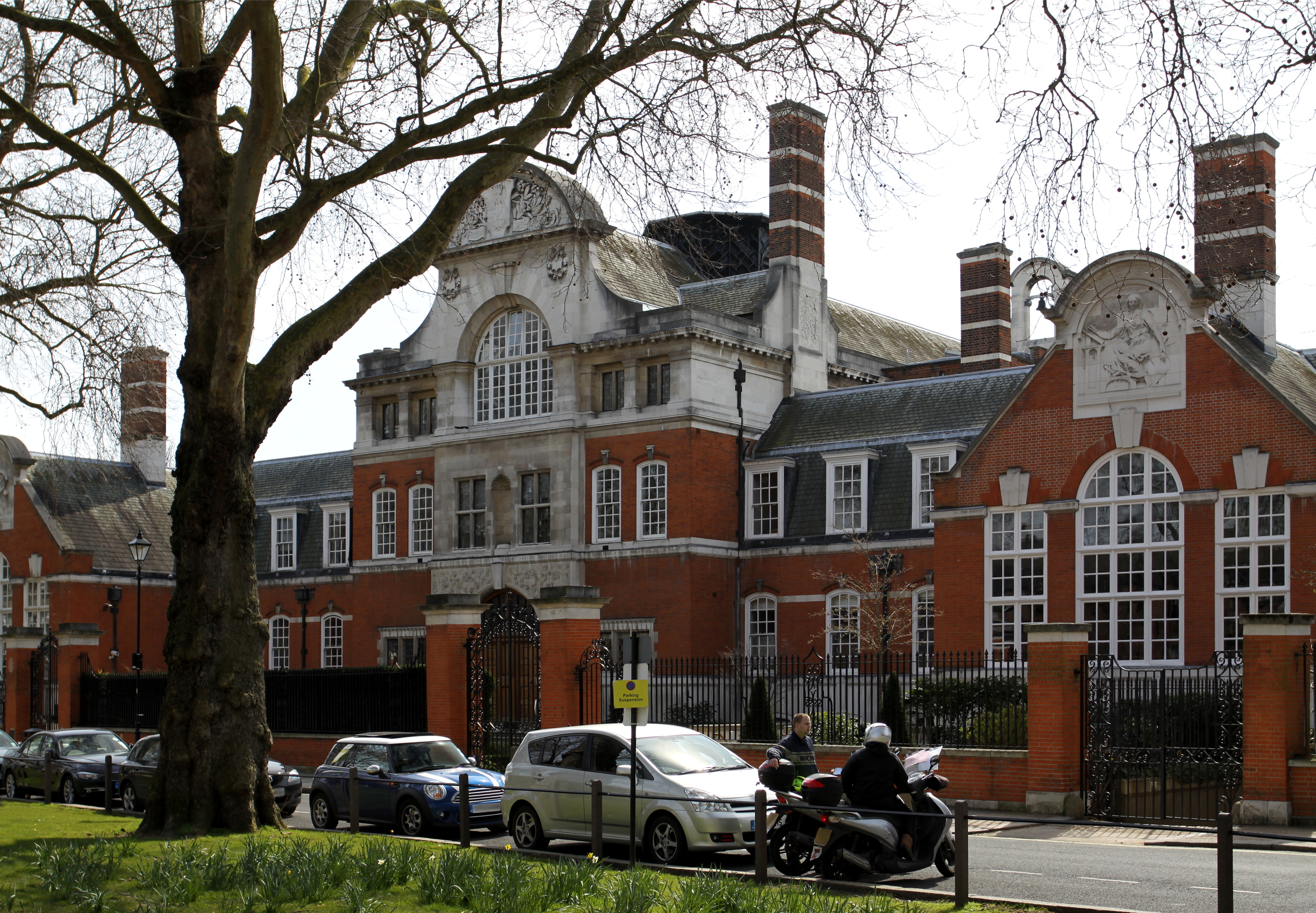
圣保罗女校

哈曼就读于收费公立学校圣保罗女校，然后在约克大学获得政治学文学士学位。在约克时她是古得利克学院成员，深度参与学生政治。离开约克后，她继续进修获得律师资格。
哈曼曾为伦敦的非营利性组织布伦特法律中心工作。在1978-1982年，她成为人权保护组织“自由”的全国委员会（NCCL）法务工作人员。1982年，在她通过补选成为佩卡姆选区的国会议员之前，她被指控藐视法庭，她将这个案子提交到欧洲人权法院，成功地提出理由证明控方侵犯了自己的言论自由，《哈曼诉联合王国案》至今仍被认为是英国公法中的重要案例。
哈曼后来也参加了欧洲人权法院针对英国军情五处的案件。1984年，前军情五处的探员凯西·马斯特的电视采访透露了军情五处秘密保留了哈曼和前公民自由全国委员会秘书长（NCCL）帕科利特·休伊特（后任卫生大臣）的个人档案。她们成功地证明了自己的权利受到侵犯，因为军情五处的行为不符合民主的最低标准——既无法律授权又无民主监督。该案的成功直接导致1989年安全服务法的出台。

## 国会反对党议员
工党籍国会佩卡姆选区议员亨利·兰伯恩卒于1982年8月21日。随后在1982年10月28日举行补选，哈曼以1,1349张选票（得票率50.34%）成功继任，超过主要对手社会民主党候选人迪克·泰文3931张选票。保守党候选人约翰·里德伍德（后任威尔士事务大臣）得票率第三。
1984年，哈曼成为影子社会服务副大臣，1987年担任影子卫生副大臣。1992年大选后，她进入影子内阁先后担任影子财政部首席秘书（1992-1994）、影子就业大臣（1994-1995）、影子卫生大臣（1995-1996）和影子社会保障大臣（1996-1997）。

## 工党政府

### 托尼·布莱尔首相任职期间
1997年工党赢得大选之后，哈曼成为社会保障大臣和第一任妇女大臣，被赋予改革福利国家的任务，在此期间她将施政重点放在建立最低收入保障和老年人冬季采暖补助，后来政府认为采暖补助政策违反了欧洲性别歧视法，因为男性获得补助的年限（六十五岁）比女性（六十岁）长。这项政策后来修改为男女都可在六十岁时获得补助。哈曼于1998年被解除大臣职务，据许多媒体推测，这是哈曼与她负责福利改革的副手法兰克·菲尔德一系列冲突的结果，也有人认为哈曼决定削减单身父母的补贴也是导致她下台的因素。在政府任职期间，她的所有投票都与工党一致，只有个别例外。
2001年大选后，哈曼回归前座担任英格兰和威尔士副总检察长，她也是第一位担任这一职务的女性，根据惯例，她被任命为御用大律师，即使她没有获得在高等法院出庭的权利，而且在她任副总检察长期间也没有办理过任何一起案件。
2005年大选后，她成为宪政事务部副大臣，负责宪政改革、法律援助和法院程序，并代表宪政事务大臣查理·费尔科纳男爵出席下院质询。2006年3月16日，她宣布放弃自己所负的选举管理和上院改革大臣级职责，声明这是为了回避自己担任工党财务长的丈夫杰克·德罗米，当时德罗米宣布将调查一笔没有向工党公开的贷款。哈曼保留了其他职务。

### 工党副领袖选举
哈曼宣布她打算在约翰·普雷斯科特退下后接替副领袖职务。2006年11月27日，新闻协会报道说哈曼委托互联网调查公司YouGov所做民意调查显示哈曼是最有可能为工党在下次大选扩大票源的副领袖潜在候选人，她在BBC的采访以此证明她应该成为下任英国副首相。
尽管她支持伊拉克战争，但在副领袖竞选期间，她表示如果自己拥有完全信息，就不会投赞成票，特别是大规模杀伤性武器的存在缺乏具体证据。
她没有获得任何大型工会的支持资助其竞选活动，她申请一万英镑的个人贷款以延长四万英镑的贷款抵押。由于没有及时申报一些贷款和捐助，哈曼受到选举委员会关于违反选举法的调查。虽然没有提交警方，该委员会还是说“没有即时提交报告十分严重”。
2007年6月24日，哈曼在激烈的竞争中当选工党副领袖。第一轮投票时，卫生大臣阿兰·约翰逊处于领先的位置，但在第二轮投票中，出局的四位候选人获得的票重新划分，哈曼（50.43%）击败约翰逊（49.56%）当选。

### 竞选捐款
2007年11月，房地产开发商戴维·亚伯拉罕的秘书Janet Kidd捐赠了5000英镑给哈曼的副领袖竞选运动。在《星期日邮报》调查了与亚伯拉罕有关的人的其他捐赠，以及首相戈登·布朗断言所有这些钱都将退还后，哈曼发表声明说，她于7月4日“真诚地”接受了捐赠，这些捐款已经在选举委员会和工党党员利益登记簿进行了登记，并且她“不知道戴维·亚伯拉罕和Janet Kidd之间的任何资金安排”。

### 戈登·布朗首相任职期间
哈曼是布朗的长期支持者，并被布朗视为私人朋友。2007年6月28日，布朗成为首相后，哈曼进入布朗内阁任下院领袖、掌玺大臣和女性平权事务大臣，并获得工党主席头衔，但与前任约翰·普雷斯科特不同，她没有成为副首相。
2008年4月2日星期三，布朗在罗马尼亚出席北约峰会，哈曼作为下院领袖代替布朗接受首相问答环节，成为第一位接收首相质询的工党籍女大臣，并在后来布朗缺席时重申了这一点。
2007年工党年会时，哈曼攻击保守党是“令人讨厌的党派”，并暗示下次大选的竞争将不会很激烈。
2008年4月1日每日邮报报道，哈曼决定穿一件凯芙拉背心并在警察的保护下视察自己在佩卡姆的选区。4月2日卫报报道说来自大都会警察厅的消息称，“哈曼穿着防爆背心以保护自己免受刀具和子弹的伤害，这是她自己决定的”。哈曼打比方称这就像在建筑工地戴安全帽一样，BBC第四频道主持人约翰·汉佛莱斯回应道：“你在建筑工地戴安全帽是因为有东西会掉落到你头上的危险，但你不需要在伦敦街头穿防爆背心，不是吗！”哈曼告诉BBC自己选区的警察穿上了防爆背心，并给了自己一个穿。
2008年4月，哈曼的博客遭黑客入侵，为她声明加入了保守党。哈曼后来向天空电视台承认这是她将自己的名和姓作为博客的用户名和密码的结果。

### 《家庭生活方式》
1990年，哈曼参与撰写了公共政策研究所研究报告《家庭生活方式》，其中指出“不能假定男人一定是家庭生活的资产，或父亲在家庭中的存在必然可以提高社会凝聚力”。2008年5月，哈曼在智库西维塔斯表示，“没有可以养育孩子的完美理想家庭”。
2008年6月，两名公民团体“Fathers 4 Justice”的成员在哈曼位于伦敦东南的Herne Hill的家附近抗议，声称“父亲的价值是鲜活的，而不仅仅是概念。”他们爬上哈曼家的屋顶后，被大伦敦警察逮捕，一个月后被保释。2008年7月9日上午，“Fathers 4 Justice”的支持者再次爬上哈曼的屋顶，横幅上写着“停止对爸爸的战争”。抗议者的一个理由是，哈曼拒绝与他们会面的请求，但哈曼否认他们提出过会面的要求。

### 统计数据的应用
在2008年经济危机期间，政府的一份报告显示，女性失去工作的可能性是男性的两倍，担心失业的可能性也比男性大，哈曼说：“我们不会让女性成为这场衰退的受害者。”然而，一些统计数据与她的立场相矛盾，包括国家统计办公室（英国统计局的执行机构）关于《2008年经济衰退对就业女性的影响少于男性》问题的报告。报告指出，男性失业率是女性的两倍。政府平权办公室坚持，统计办公室的数字并不代表它为帮助妇女所作的努力。

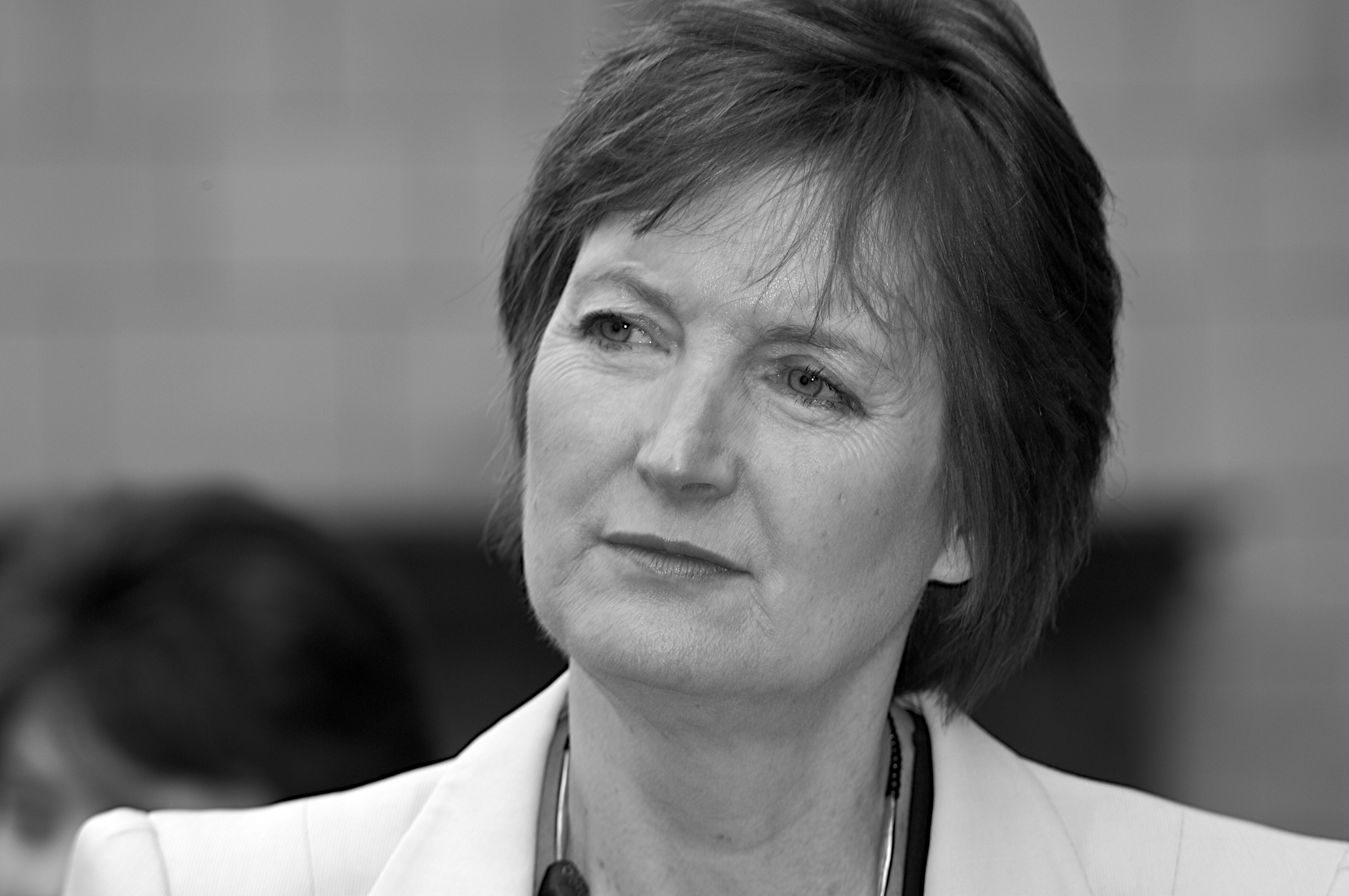
2009的哈曼

2009年6月，英国统计局局长迈克尔·司高乐爵士写信给哈曼警告她，统计办公室和政府平权办公室公布的男女薪酬差异的不同数据可能会削弱公众对官方统计的信任。平权办公室的数据是23％，基于所有员工的平均小时收入，而不是根据统计办公室使用的全职员工每小时平均收入的12.8％。司高乐写道：“统计局认为，在没有资格的情况下，使用23％这个数据本身就会对性别工资差距产生误导性量化的风险。”

### 国会议员开支丑闻
2009年1月，哈曼提议修改规则，国会议员的开支信息不再适用于《信息自由法》的有关规定。这项提议意图缩小“信息自由法对于国会议员开支信息的限制”。这意味着，根据法律，记者和公众将不再有资格了解其国会议员的开支细节。工党议员在党鞭长的督促下被迫同意。保守党声明反对这项提议并在mySociety进行在线民意测验，结果哈曼撤回了这项提议。这项提议的挫败导致英国国会开支丑闻被披露。
2010年12月哈曼被曝是在2008年至2010年违规报销不当开支的40名议员之一。2010年11月，哈曼的国会私人秘书伊恩·拉弗利阻止了一项旨在允许公开赔付的动议。

### 政治忠诚
2010年11月，纽约时报报道说2009年底，哈曼在诺福克的家中举办家庭聚会，宾客有帕科利特·休伊特、“至少一名大臣”以及一名议员。报道说，哈曼认为戈登·布朗是令人绝望的，至少有五位内阁成员认为布朗应该辞职。

### 平权法案
作为拟议的平等法的一部分，哈曼宣布了一个改变现有的歧视法律的磋商，包括就业中的逆向歧视的议题。根据原来的建议，法律上允许雇主根据应聘者的种族或性别，对其进行歧视。雇主不需要使用他们的权力，但能够这样做，而不会因歧视性做法受到法律行动的威胁。白皮书还提出了结束年龄歧视，提高组织透明度和在公共部门实行新的平等义务的措施。这些改变如果作出，可能会面临《欧洲人权公约》第14条规定的挑战，“公约”禁止基于性别、种族、肤色、语言、宗教和其他几个标准的歧视。迈克尔·米勒在《观察家报》写道，他认为，“今天国会的平等法案赋予雇主选择少数民族应聘者或女性应聘者超过白人男性的权利，只是因为他们是少数民族或女性。”
哈曼还委托一份报告建议，允许政党拟定全黑候选人名单，旨在增加威斯敏斯特的黑人议员人数。提出的另一份报告将这一安排扩大到2015年以后的全女候选人名单，这将不会对2010年大选产生任何影响。这些建议得到三个主要政党成员的支持，虽然没有人声称在他们的候选人名单上有歧视。在工党内部，哈曼说自己“不同意全由男性领导”，因为男人“不能自己运行所有东西”;因此，工党的正副领袖中应该始终有一名女性。她还说，雷曼兄弟的崩溃可以避免，如果是“雷曼姐妹”的话。这些评论引起了对性别歧视和“阴险偏见”的指责。

## 重回反对党
布朗在2010年大选失败后辞任首相和工党领袖，作为副领袖，哈曼自动代理工党领袖和反对党领袖，享有公务用专车。虽然她在媒体中被非正式地描述为“代理”领袖，但她完全是党章条款规定的领袖，尽管是临时性的，如1994年玛格丽特·贝克特的情况。她宣布继续担任副领袖而不是竞选领袖，她唯一的公开解释是：“你不能在担任副领袖的同时竞选领袖。”
她支持女性黛安·阿贝特（现任影子内政大臣）以防止候选人全都是男性。但她仍然主张她打算在整个选举中保持中立，并说，“这是一个非常关键的时期，我们有五个奇妙的候选人，他们都有成为党的优秀领袖的潜质。”
爱德·米利班德当选党领袖后，哈曼任影子副首相，专门负责副首相尼克·克莱格。2010年10月，米利班德改组影子内阁，哈曼兼任影子国际发展大臣。2010年，哈曼在苏格兰工党大会上发表演讲时，将时任财政部首席秘书自民党人丹尼·亚历山大称为“生姜啮齿动物”（自民党的官方颜色为姜黄色）。这次会议迎来了欢呼和欢笑，但是自由民主党和苏格兰民族党将他们描述为“姜”和“反苏格兰”。哈曼后来为此道歉。2011年，哈曼被任命为影子文化、媒体和体育大臣。2014年，她在首相答问环节中指责尼克·克莱格变成了一个保守党。

### 娈童信息交流组织的指控和反应
2014年2月，哈曼否认了支持当时隶属于全国公民自由委员会（NCCL）的恋童癖信息交流（PIE）的指控，而1978年至1982年，她是该团体的法务官。亲保守党的每日邮报和每日电讯报声称哈曼的丈夫杰克·德罗米和前卫生大臣帕特里夏·休伊特在为NCCL工作时对儿童的性虐待表示支持。
在电视采访中，哈曼说她“没有什么可以抱歉”，“我非常遗憾这个曾存在过的邪恶的组织恋童癖信息交流（PIE），它与NCCL的关系不影响我的工作过的NCCL。”哈曼说，虽然她确实支持男同性恋性行为年龄平等，但她从未同意年龄下降到16岁以下，并指责“每日邮报”试图通过这种方式使她构成“结社罪”。爱德米利班德支持哈曼，并说，她有“巨大的体面和诚信”。
《每日电讯报》对哈曼声称PIE在自己加入NCCL之前就被“推到边缘”的说法表示怀疑。

### 2015年大选后
2015年大选工党失败后，爱德·米利班德辞职，哈曼再次代理党领袖，并宣布新领袖产生后自己将辞去所有前座职务。作为临时党领袖，她决定，工党对《2015年福利改革和工作法案》投弃权而不是反对票，导致48名工党议员违反党的意志投了反对票。她现在是国会两院人权联席委员会的主席。

## 私人生活
她与杰克·德罗米1982年在伦敦布伦特区结婚，他们相识于1977年格林威克纠纷，当时哈曼是罢工委员会的法律顾问。他们有两个儿子（1983年2月和1984年11月出生）和一个女儿艾米（1987年1月出生），女儿姓“哈曼”。帕特里夏·休伊特是她一个孩子的教母。在1988年下半年，哈曼一段时间没有在下议院工作，12月26日据报道哈曼是由鹦鹉热引起的肺炎。哈曼拥有一些房子和财产，包括在萨福克的房子，和在伦敦南部的Herne Hill的一个家。
在1996年，哈曼将她的小儿子约瑟夫送到奥平顿的圣奥拉弗文法学校，一所经过挑选的选拔性文法学校，而把她的大儿子哈利送到罗马天主教伦敦教学学校，一所政府拨款补助的中学。哈曼说圣奥拉夫学校：“这是一所入学资格和我的儿子的班级...开放给南华克每个孩子的国立学校，不管收入或他们的父母是谁”。事实上，虽然南华克的每个孩子都有资格申请进入圣奥拉弗的文法学校，但是还是根据学力进行了区分。入学资格只对那些在选拔性考试中获得最高分数的申请人开放。每年只开放90个名额，却有大约700个申请入学的孩子。
哈曼是一个坚定的女权主义者，他说：“我在工党，因为我是女权主义者，我在工党，因为我相信平等。”
2012年5月12日哈曼成为伦敦萨瑟克自治市的荣誉市民。

### 驾驶犯罪记录
在2003年，哈曼被罚款400英镑，并被禁止驾驶七天后被定罪，因为她在高速公路上以每小时99英里（159公里）的速度驾驶。2007年，哈曼因超速被罚款60英镑驾照扣三分。她支付罚款以避免出现在萨福克伊普斯维奇的法庭上。2010年，哈曼又因超速驾照扣3分。
2010年1月，哈曼承认去年7月3日她在使用手机驾驶时撞到另一辆车，她在法庭上承认了罪行。哈曼被罚款350英镑，被命令赔付70英镑的损失费，15英镑的受害者附加费，并扣三分。道路安全组织如Brake谴责宽松的惩罚和呼吁改变使用手机驾驶的惩罚。法官辩护说，“哈曼女士承认了未经查处的罪行包括她承认她当时正在使用手机”。

## 谴责中国政府
2020年9月8日在工党希柏恩·麦克唐纳的协调下，与包括英国保守党外交事务委员会主席托马斯·图根达特、自由民主党领袖爱德·戴维，以及英国绿党、苏格兰民族党和威尔士党在内的130多名议员给中国驻英大使刘晓明写信，联名谴责中国政府针对新疆维吾尔穆斯林的行为。

## 头衔
- 哈莉特·哈曼(1950-1982)
- 哈莉特·哈曼议员（1982-1997）
- 尊敬的哈莉特·哈曼议员阁下（1997-2001）
- 尊敬的哈莉特·哈曼议员阁下，御用大律师（2001-今）[85]

## 著作
- Sex Discrimination in Schools: How to Fight it《学校性别歧视：如何解决》 by Harriet Harman, 1978, Civil Liberties Trust ISBN 0-901108-73-1
- Justice Deserted: Subversion of the Jury《正义被抛弃：陪审团的颠覆》 by Harriet Harman et al., 1979, Civil Liberties Trust ISBN 0-901108-79-0
- Violence Against Social Workers: The Implications for Practice《对社会工作者的暴力：实践的影响》 by Dan Norris, foreword by Harriet Harman, Jessica Kingsley Publishers ISBN 1-85302-041-9
- The Family Way: A New Approach to Policy Making《家庭生活方式：政策制定的新方法》 by Harriet Harman et al., 1990, Institute for Public Policy Research ISBN 1-872452-15-9
- The Century Gap: 20th Century Man/21st Century Woman《世纪差距：20世纪男人/ 21世纪女人》 by Harriet Harman, 1993, Vermilion ISBN 0-09-177819-0
- Winning for Women （页面存档备份，存于） by Harriet Harman and Deborah Mattinson, 2000, Fabian Society ISBN 0-7163-0596-8
- Women with Attitude 《有态度的女性》by Susan Vinnicombe, John Bank, foreword by Harriet Harman, 2002, Routledge ISBN 0-415-28742-1

## 外部連結
- 夏雅雯官方保守黨網頁 （页面存档备份，存于）
- Southwark Labour （页面存档备份，存于）
- 英国的個人檔案
- Hansard（1803年至2005年）記載的在貢獻
- Hansard記載的在貢獻
- 公鞭記載的投票紀錄
- TheyWorkForYou記載的紀錄
- 紀錄的個人檔案
- Journalisted記載的撰寫過的文章
- WorldCat 聯合目錄中夏雅雯的著作或與之相關的著作

Video clips
- Harman on Tory 'toff' campaign （页面存档备份，存于） BBC News, 18 May 2008

| 大不列颠及北爱尔兰联合王国国会 | 大不列颠及北爱尔兰联合王国国会            | 大不列颠及北爱尔兰联合王国国会                  |
| ------------------------------ | ----------------------------------------- | ----------------------------------------------- |
| 前任者： 哈利·蘭伯恩           | 英國下議院佩卡姆議員 1982年－1997年       | 選區取消                                        |
| 新頭銜                         | 英國下議院坎伯韋爾和佩卡姆議員 1997年－   | 現任                                            |
| 官衔                           |                                           |                                                 |
| 前任者： 玛格丽特·贝克特       | 影子內閣財政部秘書長 1992年－1994年       | 繼任者： 戴理德                                 |
| 前任者： 彭仕國                | 影子內閣就業大臣 1994年－1995年           | 繼任者： 大衛·布倫基特 為影子內閣教育與就業大臣 |
| 前任者： 玛格丽特·贝克特       | 影子內閣衞生事務大臣 1995年－1996年       | 繼任者： 克里斯·史密斯                          |
| 前任者： 克里斯·史密斯         | 影子內閣社會保障大臣 1996年－1997年       | 繼任者： 杜瑞爾                                 |
| 前任者： 彼得·利雷             | 社會保障大臣 1997年－1998年               | 繼任者： 戴理德                                 |
| 新頭銜                         | 婦女大臣 1997年－1998年                   | 繼任者： 帕丁頓女男爵傑伊                       |
| 前任者： 羅斯·克蘭斯頓         | 英格蘭及威爾斯副总检察长 2001年－2005年   | 繼任者： 麥克·歐布林                            |
| 前任者： 施仲宏                | 下議院領袖 2007年－2010年                 | 繼任者： 楊佐義                                 |
| 前任者： 施仲宏                | 掌璽大臣 2007年－2010年                   | 繼任者： 楊佐義                                 |
| 前任者： 魯思·凱利 為婦女大臣  | 婦女與平等大臣 2007年－2010年             | 繼任者： 文翠珊                                 |
| 前任者： 大衛·卡麥隆           | 反對黨領袖 代理 2010年                    | 繼任者： 文立彬                                 |
| 前任者： 道格拉斯·亞歷山大     | 影子內閣國際發展大臣 2010年－2011年       | 繼任者： 伊凡·劉易斯                            |
| 前任者： 施仲宏                | 反對黨副領袖 2010年－2015年               | 繼任者： 湯姆·沃特森                            |
| 前任者： 施仲宏                | 影子內閣副首相 2010年－2015年             | 繼任者： 头衔取消                               |
| 前任者： 伊凡·劉易斯           | 影子內閣文化媒體及體育大臣 2011年－2015年 | 繼任者： 克里斯·布萊恩特                        |
| 前任者： 文立彬                | 反對黨領袖 代理 2015年                    | 繼任者： 杰里米·科尔宾                          |
| 政党职务                       |                                           |                                                 |
| 前任者： 彭仕國                | 工黨副黨魁 2007年－2015年                 | 繼任者： 湯姆·沃特森                            |
| 前任者： 希瑟·布萊爾斯         | 工黨主席 2007年－2015年                   | 繼任者： 湯姆·沃特森                            |
| 前任者： 白高敦                | 工黨黨魁 代理 2010年                      | 繼任者： 文立彬                                 |
| 前任者： 文立彬                | 工黨黨魁 代理 2015年                      | 繼任者： 杰里米·科尔宾                          |